# Matateu
Sebastião Lucas da Fonseca, conocido como Matateu (Lourenço Marques, ahora Maputo, Mozambique, 26 de julio de 1927 – Victoria, Columbia Británica, Canadá, 27 de enero de 2000), fue el primer gran futbolista portugués nacido en Mozambique, antes de la llegada de Eusébio. Como Eusébio, Matateu fue un jugador clave tanto para Os Belenenses como para la Selección Portuguesa de Fútbol. En cuestión de longevidad, puede ser considerado el Stanley Matthews portugués, debido a que estuvo en activo hasta los 50 años. Su hermano menor Vicente Lucas también fue futbolista, y jugaron juntos en el Belenenses.

## Trayectoria
Comenzó su carrera en Mozambique, donde jugó en equipos locales como el 1 º de Maio. Fue descubierto por un antiguo jugador de Os Belenenses, y firmó por este mismo club en 1951.
Jugó en Os Belenenses, el tercer mejor equipo de Lisboa, después del Benfica y del Sporting, entre las temporadas 1951/52 y 1963/64, siendo por 2 veces considerado máximo anotador en la liga portuguesa (temporadas 52-53 y 54-55).
Su último partido con el equipo nacional de Portugal, fue en los cuartos de final de la Eurocopa 1960, en un partido contra Yugoslavia, cuando tenía 32 años. Salió de Os Belenenses en una mala etapa de su carrera, y firmó por el Atlético Clube de Portugal, un equipo de II División, en diciembre de 1964. Gracias a él, en la temporada siguiente el Atlético volvió a la I División. En la temporada 1967/68 jugó en Gouveia, y en la 1968/69 en el Amora, cuando tenía 41 años. Con el Amora fue Campeón Distrital, y ayudó al equipo en el ascenso a la III División. 
En la temporada 1970/71 se mudó a Canadá, donde jugó hasta la 1977/78, cuando cumplió 50 años. 
Continúa siendo el mejor jugador de Os Belenenses que ha actuado en la Selección Portuguesa de Fútbol. Nunca coincidió en el equipo nacional con su compatriota Eusébio, ya que éste debutó con Portugal un año después del último partido de Matateu.
Matateu es tal vez el mejor delantero centro (en sentido estricto) portugués de todos los tiempos, lo que es un orgullo para todos los aficionados de Os Belenenses.
- Datos: Q2460081